# Bygg- & Industrigross
Bygg- & Industrigross (kallat BIG-gruppen), är en nordisk fristående bygg- och industrikedja, med säte i Stockholm. Företaget bildades 1991 av stora rikstäckande aktörer inom verktyg, maskiner, personlig skyddsutrustning, fästelement och bygg- och industriförnödenheter.
BIG-gruppen har ett 100 tal yrkesbutiker och stora regionala / lokala lager från Finnmark fylke i norra Norge till Skåne i södra Sverige. 
BIG-gruppen säljer till såväl lokala, regionala, nationella som till nordiska slutkunder inom tillverkningsindustrin, bygg & anläggning, hantverkare, service & underhåll samt till stat, kommuner och landsting.